# Iraota rochana
Iraota rochana är en fjärilsart som beskrevs av Thomas Horsfield 1829. Iraota rochana ingår i släktet Iraota och familjen juvelvingar. Inga underarter finns listade i Catalogue of Life.

## Bildgalleri

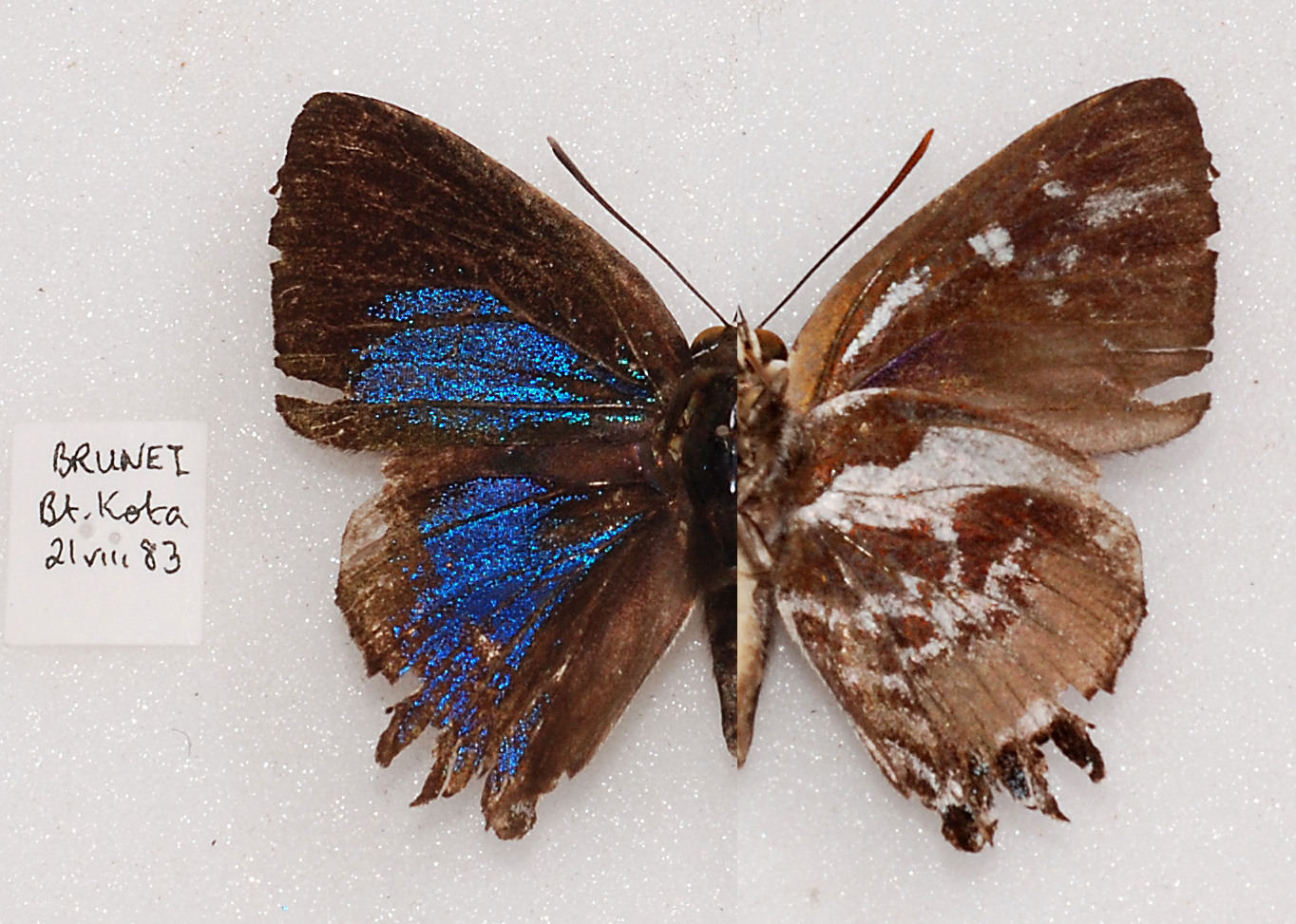
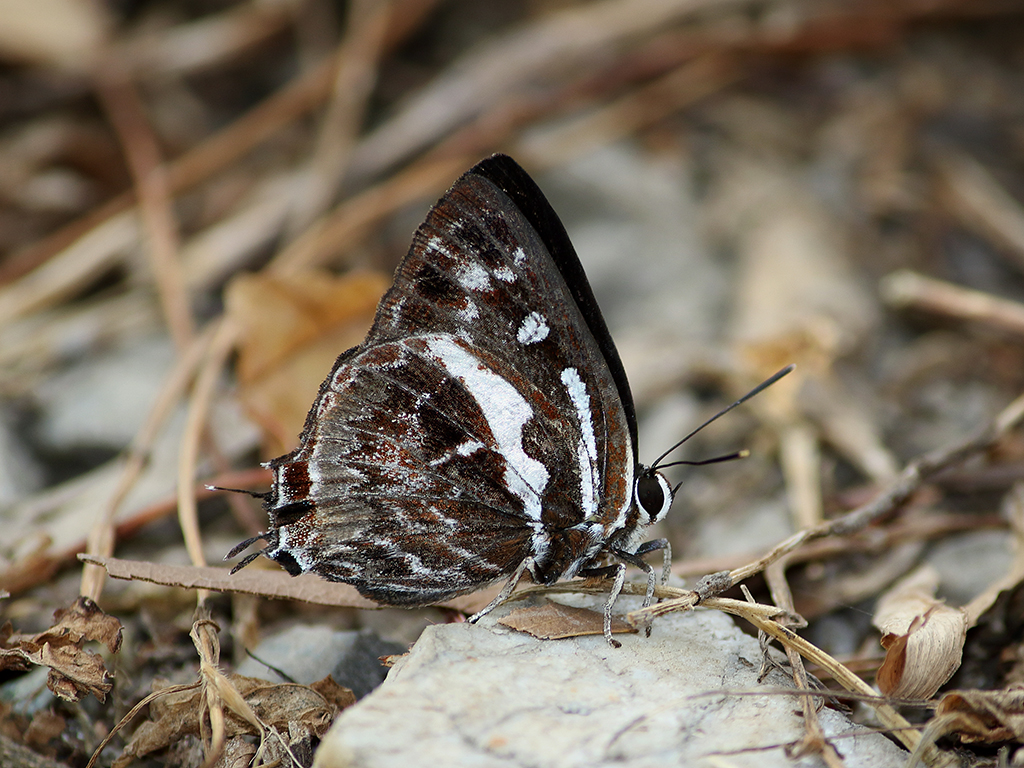